# Mosskonventionen
Mosskonventionen var en våbenstilstandsaftale mellem Sverige og Norge, der blev indgået i Moss 14. august 1814. Aftalen blev indgået efter det norske felttog; en kort krig, der blev indledt, da Norge gjorde krav på selvstændighed i strid mod den union, som Danmark og Sverige enedes om ved freden i Kiel. Aftalen skabte den svensk-norske union.
Konventionen betød, at Christian Frederik gav afkald på den norske trone, hvorefter den svenske konge Karl den 13. blev valgt til landets konge 4. november samme år. Aftalen medførte også, at Sverige skulle anerkende Eidsvoll-forfatningen. Aftalen blev tillige den faktiske fredsaftale og formede grundlaget for personalunionen mellem Sverige og Norge.

## Norge og Napoleonskrigene
Den 10. april 1814 var kongeriget Danmark-Norge på den tabende side i Napoleonskrigene. Ved freden i Kiel blev Danmark tvunget til at afstå Norge til kongen af Sverige, som var allieret med Storbritannien og var på den sejrende side af den store europæiske konflikt. I et forsøg på at få kontrol over egen skæbne blev der i Norge indkaldt en rigsforsamling og en grundlov blev udformet og undertegnet. Norges selvstændighed blev proklameret under ledelse af den danske arveprins Christian Frederik. Sverige, med støtte af de europæiske stormagter, ville imidlertid ikke godkende Norges selvstændighet, og Sverige angreb den 26. juli 1814 under ledelse af den svenske kronprins Carl Johan.

## Krig og forhandlinger
Efter en kort krig med svensk fremgang i Østfold blev der indledt forhandlinger i Moss. Den 14. august indgik parterne en våbenstilstandsaftale. Fra svensk side blev forhandlingerne ledet af generalerne Magnus Björnstjerna og Anders Fredrik Skjöldebrand, mens de norske forhandlere var Jonas Collett og Nils Aall.
Kristian Frederik erklærede sig rede til at afstå fra den norske trone og vende tilbage til Danmark mod, at Sverige anerkendte den norske forfatning og en løs personalunion. Konventionen bestod af fire dokumenter, alle skrevet på fransk, med følgende hovedpunkter:
- Aftalerne blev indgået mellem den svenske kronprins, på vegne af den svenske konge, og det norske Stortinget. Svenskerne anerkendte ikke Kristian Frederiks krav på den norske trone, så han var ikke part i den officielle aftale.
- Det norske Stortinget skulle samles inden udgangen af september eller i begyndelsen af oktober for at ratificere konventionen.
- Den svenske konge anerkendte den norske grundlov, med nødvendige ændringer for at tilpasse den til personalunionen med Sverige. Alle ændringer skulle godkendes af Stortinget.
- Kristian Frederik skulle frasige sig alle krav på den norske trone og forlade Norge. Denne sidste del af aftalen var hemmelig.

Opinionen i Norge var rystet over det, man så som regeringens eftergivenhed. Da den svenske general Magnus Björnstjerna, som havde ledet forhandlingerne, ankom til Christiania, fik han en så fjendtlig modtagelse, at han returnerede til Moss.

## Historiens dom
Med tiden skiftede synet på det, som var sket i 1814. Norge havde været alene mod stormagterne, og modstand var urealistisk. Konventionen, som blev undertegnet i Moss, var en stor forbedring i forhold til aftalen, som blev indgået i Kiel uden norsk deltagelse. Norge skulle være en ligeværdig part i en "frivillig" personalunion med Sverige, ikke en erobring. Både princippet og indholdet i den norske grundlov blev godtaget, og Norge fik sin egen nationalforsamling og fuldt selvstyre. Bortset fra kongemagten var det kun udenrigsstyret, som var fælles for Norge og Sverige. Konventionen i Moss afsluttede den sidste krig mellem Sverige og Norge, og den blev Sveriges (hidtl) sidste krig.